# Quinchães
Quinchães is een plaats (freguesia) in de Portugese gemeente Fafe en telt 2344 inwoners (2001).